# قشلاق فرج‌الله حاج سارخان
قشلاق فرج‌الله حاج سارخان یک منطقهٔ مسکونی در ایران است که در دهستان قشلاق غربی واقع شده‌است. قشلاق فرج‌الله حاج سارخان ۵۶ نفر جمعیت دارد.